# Gempen Memorial
Das Gempen Memorial ist ein vom Automobil Club der Schweiz durchgeführtes Bergrennen für Veteranenfahrzeuge von Dornach nach Gempen in der Schweiz. Die Veranstaltung erinnert an die erfolgreichen Bergrennen der 1920er.

## Geschichte
Die erste Veranstaltung wurde 1911 als «Bergprüfungsfahrt» (Gleichmässigkeitsfahrt) ausgetragen. Die Behörden hatten damals keine Bewilligung für ein richtiges Rennen erteilt. So wurde die «schnellste» Fahrzeit von Oberdornach nach Gempen unter den sehr unterschiedlich motorisierten Fahrzeugen mit einer komplexen Korrekturformel  ermittelt. 
Über 10‘000 Zuschauern folgten später in den 1920er-Jahren den echten Bergrennen. Da sich der Veranstalter durch die grossen Zuschauermassen überfordert sah, wurden die Rennen jedoch wieder eingestellt.
1947 erlebte das Gempen-Rennen ein erstes Revival, aber es blieb vorerst bei der einen Veranstaltung. 2011 veranstaltete die Classic Gruppe des Automobil Club der Schweiz (Sektion beider Basel) wieder die erste «Bergprüfungsfahrt» am Gempen, pünktlich zum 100. Jubiläum des ersten Wettbewerbes.
Am 20. September 2014 fand das 2. Gempen Memorial statt.
Am 23. September 2017 wurde zum 3. Gempen Memorial gestartet.
Das 4. Gempen Memorial findet am 23. September 2023 statt.